# Groutiella chimborazensis
Groutiella chimborazensis är en bladmossart som beskrevs av Florschütz 1964. Groutiella chimborazensis ingår i släktet Groutiella och familjen Orthotrichaceae. Inga underarter finns listade i Catalogue of Life.